# Alia Baha Ad-Din Touqan
Alia Baha Ad-Din Touqan (tiếng Ả Rập: علياء بھاء الدين طوقان) (25 tháng 12 năm 1948 - 09 tháng 02 năm 1977) là người phối ngẫu thứ ba của vua Hussein và là hoàng hậu của Jordan, từ 1972 cho đến khi cô qua đời trong một tai nạn máy bay trực thăng vào năm 1977. Sân bay quốc tế ở Amman được đặt theo tên của cô.

## Gia đình
Alia kết hôn với vua Hussein trong một buổi lễ riêng tư vào ngày 24 tháng 12 năm 1972, và sau đó cô được gọi là Hoàng hậu Alia Al Hussein (tiếng Ả Rập: علياء الحسين). 
Họ có với nhau hai người con: 
- Công chúa Haya (sinh ngày 03 tháng 05 năm 1974)
- Hoàng tử Ali (sinh ngày 23 tháng 12 năm 1975)

Họ cũng đã nhận nuôi thêm Abir, một cô gái Palestine 5 tuổi có mẹ đã bị chết bởi một vụ tai nạn máy bay tại một trại tị nạn gần sân bay Amman.

## Cái chết
Alia đã chết trong một vụ tai nạn máy bay trực thăng ở Amman, Jordan vào ngày 09 tháng 02 năm 1977. Sân bay chính của Amman, sân bay quốc tế Queen Alia (AMM), được hoàn thành vào năm 1983 được đặt theo tên của cô. Nó nằm 20 dặm về phía nam của thành phố và thay thế Sân bay Quốc tế Marka (sân bay dân dụng ở Amman) như là cửa ngõ chính vào thành phố.